# Dicranomyia (Euglochina) silens
Dicranomyia (Euglochina) silens is een tweevleugelige uit de familie steltmuggen (Limoniidae). De soort komt voor in het Australaziatisch gebied.